# Heterocallia
Heterocallia là một chi bướm đêm thuộc họ Geometridae.